# A291 (Russland)
Die A291 Tawrida (russisch und ukrainisch A291 «Таврида») ist eine Fernstraße föderaler Bedeutung in der Autonomen Republik Krim.
Sie beginnt bei Kertsch im Osten der Halbinsel Krim und führt in westlicher Richtung über Simferopol bis zur Hafenstadt Sewastopol. Die A291 ist ein Teil der Europastraße 97.
Nach der völkerrechtswidrigen Annexion der Halbinsel Krim durch Russland im Jahr 2014 wurde beschlossen, eine autobahnähnliche Straße zu bauen, die die Halbinsel Krim mit der Neuen Krim-Brücke verbinden soll. Der Bau der A291 begann im Mai 2017 und wurde am 27. August 2020 eröffnet. Obwohl die A291 von Russland gebaut wurde und als russisches Eigentum betrachtet wird, gehört sie völkerrechtlich der Ukraine.
Auf ukrainischer Seite ist die A291 zwischen Kertsch und Feodossija Teil der M 17 und zwischen Simferopol und Sewastopol Teil der N 06.